# 에드워드 게이밍
에드워드 게이밍 (Edward Gaming, 약칭 EDG) 2014년에 창단한 중국의 프로게임단으로 리그 오브 레전드, 카운터 스트라이크: 글로벌 오펜시브, 배틀그라운드 게임단을 운영하고 있으며 현재 리그 오브 레전드 프로리그 역대 최다 우승(5회 우승) 타이틀을 보유하고 있다.
리그 오브 레전드 월드 챔피언십 2021에서 우승하였다.

## 리그 오브 레전드

### 연혁
- 2014년 2월 7일 : Edward Gaming 창단

### 소속 선수
- 감독 : 양지쑹
- 코치 : 천이 펑팡

| 이름     | 소환사명 | 포지션  | 비고 |
| -------- | -------- | ------- | ---- |
| 리쉬안쥔 | Flandre  | 탑      |      |
| 자오리제 | Jiejie   | 정글    |      |
| 위쥔자   | JunJia   | 정글    |      |
| 이예찬   | Scout    | 미드    |      |
| 박도현   | Viper    | AD 캐리 |      |
| 틴예     | Meiko    | 서포터  | 주장 |

### 주요 성적
- 리그 오브 레전드 프로리그 스프링 2014 우승[1]
- 국제 e스포츠대회 2014 우승
- IEM 시즌 9 선전 준우승
- 리그 오브 레전드 프로리그 서머 2014 우승[2]
- X 챔피언십 2014 시즌 1 우승
- 리그 오브 레전드 월드 챔피언십 2014 8강
- 엔비디아 게임 페스티벌 2014 우승[3]
- 내셔널 e스포츠 오픈 2014 우승
- 데마시아컵 2014 시즌 2 우승[4]
- G-리그 2014 우승[5]
- 데마시아컵 스프링 2015 우승[6]
- 리그 오브 레전드 프로리그 스프링 2015 우승[7]
- 리그 오브 레전드 미드 시즌 인비테이셔널 2015 우승
- 데마시아컵 서머 2015 우승[8]
- 리그 오브 레전드 프로리그 서머 2015 4위
- 리그 오브 레전드 월드 챔피언십 2015 8강
- 내셔널 e스포츠 오픈 2015 8강
- 데마시아컵 2015 그랜드파이널 우승[9]
- 네스트 2015 8강
- 리그 오브 레전드 프로리그 스프링 2016 준우승
- 리그 오브 레전드 프로리그 서머 2016 우승
- 리그 오브 레전드 월드 챔피언십 2016 8강
- 데마시아컵 2016 우승[10]
- 리그 오브 레전드 프로리그 스프링 2017 3위[11]
- 데마시아컵 2017 8강[12]
- 리프트 라이벌즈 2017 우승
- 리그 오브 레전드 프로리그 서머 2017 우승[13]
- 리그 오브 레전드 월드 챔피언십 2017 16강
- 데마시아 챔피언십 2017 우승[14]
- 리그 오브 레전드 프로리그 스프링 2018 준우승[15]
- 데마시아컵 서머 2018 4강[16]
- 리프트 라이벌즈 2018 우승
- 리그 오브 레전드 프로리그 서머 2018 5위[17]
- 리그 오브 레전드 월드 챔피언십 2018 8강
- 데마시아컵 윈터 2018 4강[18]
- 리그 오브 레전드 프로리그 스프링 2019 8위
- 네스트 2019 4강
- 리그 오브 레전드 프로리그 서머 2019 5위[19]
- 데마시아컵 2019 준우승[20]
- 리그 오브 레전드 프로리그 스프링 2020 6위
- 리그 오브 레전드 프로리그 서머 2020 10위
- 네스트 2020 4강
- 데마시아컵 2020 16강
- 리그 오브 레전드 월드 챔피언십 2021 우승
- 리그 오브 레전드 프로리그 2022 스프링 7위
- 리그 오브 레전드 프로리그 2022 서머

## 발로란트

### 연혁
- 2020년 4월 1일 : Edward Gaming 창단

### 소속 선수
- 코치 : AfteR, Muggle

| 이름   | 아이디  | 비고 |
| ------ | ------- | ---- |
|        | Haodong |      |
|        | Life    |      |
|        | CHICHOO |      |
|        | nobody  |      |
|        | ZmjjKK  |      |
|        | Abo     |      |
| 장자오 | Smoggy  |      |

### 주요 성적
- FGC 발로란트 인비테이셔널 2022 액트 1 준우승
- 발로란트 스프링 건틀릿 인비테이셔널 우승
- FGC 발로란트 인비테이셔널 2022 액트 2 우승
- FGC 발로란트 인비테이셔널 2022 액트 3 우승
- 발로란트 챔피언스 2022 최종 선발전 동아시아 권역 우승
- 발로란트 챔피언스 2022

## 리그 오브 레전드: 와일드 리프트

### 연혁
- 2021년 : Edward Gaming 창단

### 소속 선수
- 감독 : 유진하오
- 코치 : 지우바이제

| 이름     | 소환사명 | 포지션  | 비고 |
| -------- | -------- | ------- | ---- |
| 장젠     | XZhang   | 탑      |      |
| 수쟈롱   | KL       | 정글    |      |
| 무촨유   | You      | 정글    |      |
| 수관셩   | SkyFL    | 미드    |      |
| 지아준루 | A1one    | AD 캐리 |      |
| 봉탁성   | Tak      | 서포터  |      |

### 주요 성적
- 프레시맨 컵 7-8위
- 도유 마스터 레전드 2021년 6월 토너먼트 8강
- 후야 아레스 컵 2021년 7월 토너먼트 4위
- LPL 웜-업 컵 준우승
- 와일드 리프트 라이벌즈 2021 우승 (LPL)
- 도유 마스터 레전드 2021년 8월 토너먼트 우승
- 후야 아레스 컵 2021 시즌 1 준우승
- 와일드 리프트 리그 2022 시즌 1 12위
- WRL 챌린저스 리그 2022 시즌 1 우승